# Phantoms de Youngstown
Pour les articles homonymes, voir Phantoms.
Les Phantoms de Youngstown sont une franchise amatrice de hockey sur glace situé à Youngstown dans l'État de l'Ohio aux États-Unis. Elle est dans la division est de USHL.

## Historique
L'équipe a été créé en 2003.